# Georges Lentz
Georges Lentz (Lussemburgo, 22 ottobre 1965) è un compositore lussemburghese naturalizzato australiano.

## Biografia
Ha studiato al Conservatoire National Supérieur de Musique di Parigi e al Musikhochschule di Hannover. Vive a Sydney, in Australia, dal 1990.
Dal 1989 ha realizzato un ciclo di composizioni chiamato Caeli enarrant… ('I cieli raccontano…' - salmo XIX), ispirato dall'astronomia, dai vasti spazi del deserto australiano e dalla pittura degli aborigeni australiani.  Le sue opere, tutte permeate da riflessioni sulla spiritualità, sono state eseguite in varie sale da concerto e manifestazioni internazionali (Philharmonie di Berlino, Konzerthaus di Vienna, Carnegie Hall di New York, Suntory Hall di Tokyo, Opera House di Sydney…). Tra i suoi lavori più recenti vi è un concerto per viola, orchestra e elettronica, Monh, scritto per la solista tedesca Tabea Zimmermann.
Estremamente riservato, Lentz da anni scrive poche nuove opere, e raramente accetta incarichi su commissione. Di tanto in tanto si ritira in qualche monastero o nel deserto per comporre. Non dà interviste.
Tutte le sue opere sono edite dalle Universal Edition di Vienna.

## Opere scelte
- ”Caeli enarrant…” I (1989) per orchestra
- ”Caeli enarrant…” IV (1991-2000) per quartetto d'archi
- ’Mysterium' (”Caeli enarrant…” VII) (1994 - ), opera concettuale
- Birrung, estratto da ‘Mysterium’ (1997-2006) per 11 archi
- Ngangkar, estratto da ‘Mysterium’ (1998-2000) per orchestra
- Nguurraa, estratto da ‘Mysterium’ (2000-2020) per clarinetto, violino, violoncello, pianoforte e percussione
- Guyuhmgan, estratto da ‘Mysterium’ (2000-2009) per orchestra e elettronica
- Alkere, estratto da ‘Mysterium’ (2002-2004) per pianoforte preparato
- Monh, estratto da ‘Mysterium’ (2001-2005) per viola, orchestra e elettronica
- Ingwe, estratto da ‘Mysterium’ (2003-2018) per chitarra elettrica
- Jerusalem  (after Blake), estratto da ‘Mysterium’ (2011-2016) per orchestra e elettronica
- Anyente estratto da ‘Mysterium’ (2019-2021) per viola
- String Quartet(s), estratto da ‘Mysterium’ (2000-2022) installazione sonora - quartetto d'archi preregistrato